# Estero Alicahue
Estero Alicahue är ett vattendrag i Chile.   Det ligger i regionen Región de Valparaíso, i den centrala delen av landet, 120 km norr om huvudstaden Santiago de Chile.
Omgivningarna runt Estero Alicahue är i huvudsak ett öppet busklandskap. Runt Estero Alicahue är det glesbefolkat, med 15 invånare per kvadratkilometer.